# Хокейна статистика
Хокейна статистика — статистичні дані, які зазвичай відстежуються у хокеї з шайбою. Наведені позначення англійською та українською мовами.

## Команда
- І (Проведені гри) / GP (Games played)
- В (Виграші в основний час) / W (Wins)
- П (Поразки в основний час) / L (Losses)
- Н (Нічиї) / T (Ties)
- ВО  (Виграші в овертаймі) / OTW (Overtime wins)
- ВБ (Виграші за післяматчевими булітами) / SOW (Shootout wins)
- ПО (Поразки в овертаймі) / OTL (Overtime losses)
- ПБ (Поразки за післяматчевими булітами) / SOL (Shootout losses)
- О (Очки) / Pts (Points) — якщо у змаганні можливі нічиї, тоді у більшості випадків за перемогу в основний час дається 2 очки, а за нічию — 1; якщо нічиї не передбачені, то за перемогу в основний час дається 3 очки, за перемогу в овертаймі чи по булітах — 2 очки, за поразку в овертаймі чи по булітах — 1 очко.
- ЗШ (Закинуті шайби), або ГЗ (Забиті голи) / GF (Goals for)
- ПШ (Пропущені шайби), або ГП (Пропущені голи) / GA (Goals against)
- Ш (Закинуті і пропущені шайби)
- ІБЗ (Ігри без забитих голів)
- СГ («Суха гра»), або І"0" (Ігри на нуль), або ІБП (Ігри без пропущених голів) / SO (Shutouts) — матчі, в яких команда не пропустила жодної шайби
- STK (Streak) — ігри без поразок і перемог поспіль
- % / Pct — відсоток виграних ігор
- Штр (Штрафний час у хвилинах) / PIM (Penalties in minutes)
- ШтрС (Штрафний час суперника)

## Польові гравці
- І (Проведені гри) / GP (Games played)
- Г (Голи), або Ш (шайби) / G (Goals)
- П (Гольові паси / передачі), або А (асистував) / A (Assists)
- О (Очки) / Pts (Points) — сума голів і гольових пасів
- Штр (Штрафний час у хвилинах) / PIM (Penalties in minutes)
- ГБ (Голи у більшості) / PPG (Power play goals)
- ПБ (Гольові паси в більшості) / PPA (Power play assists)
- ГМ (Голи у Меншості) / SHG (Shorthanded goals)
- ПМ (Гольові паси у меншості) / SHA (Shorthanded assists)
- ПГ (Переможні голи) / GWG (Game-winning goals) — вирішальні голи.
- ВБ (Вирішальні післяматчеві  буліти)
- GTG (Game-tying goals)
- ПВ (Голи у порожні ворота) / ENG (Empty net goals)
- +/- (Плюс / мінус, показник корисності) / P/M (Plus/minus)
- ЧМ (Загальний час на майданчику) / TOI (Time on ice)
- ЧП/Г (Середній час на майданчику за гру) / ATOI (Average time on ice)
- Зм/Г — Середня кількість змін за гру
- БВ (Кидки по воротах) / SOG (Shots on goal)
- %КВ (Відсоток реалізованих кидків)
- КВ/Г (Середня кількість кидків по воротах за гру)
- Вкд (Вкидання)
- %Вкд (Відсоток виграних вкидань)

## Воротарі
- І (Проведені гри) / GP (Games played)
- В (Виграші) / W (Wins)
- П (Програші / Поразки) / L (Losses)
- ІБ (Ігри з  булітними серіями)
- Кд ( Кидки по воротах) / SOG (Shots on goal)
- ПШ (Пропущено шайб) / GA (Goals against)
- ВК (Відбиті кидки / сейви) / SV (Saves)
- %ВК (Відсоток відбитих кидків) / SVP, SV%, SVS%, PCT (Save percentage)
- КН (Коефіцієнт надійності, у NHL позначається як ПШСР) / GAA (Goals against average) — пропущені шайби в середньому за гру = 60 хв × ПШ / ЧМ
- ГП (Гольові паси / Передачі)
- СГ («Суха гра»), або І"0" (гра на нуль) / SO (Shutouts)
- Штр (Штрафний час у хвилинах) / PIM (Penalties in minutes)
- ЧМ (Загальний час на майданчику) / TOI (Time on ice); MIN (Minutes)
- GS (Games started) — ігри, в яких воротар починав матч в основі
- ПВ (Голи у порожні ворота) / ENG (Empty net goals)